# إيبس بدجت
إيبيس بدجت هو علامة تجارية للفنادق الاقتصادية المتخصصة في وسائل الراحة الأساسية بسعر اقتصادي  ومملوكة لشركة أكور. تأسست في عام 1992 في فرنسا تحت اسم Etap Hôtel ، وأعيدت تسمية العلامة التجارية إلى إيبيس بدجت في عام 2011. تدير شركة إيبيس بدجت 614 فندقًا في 20 دولة (2018).

## التاريخ

### 1992: فندق ايتاب
بعد الإطلاق الناجح لسلسلة الفنادق الاقتصادية Formule 1 في عام 1985، أطلقت مجموعة أكور علامة تجارية اقتصادية جديدة، Etap Hôtel، في عام 1992. بحلول عام 2004، تم افتتاح 229 موقعًا لـ Etap Hôtel في فرنسا و81 في أوروبا. لضبط قطاع الاقتصاد الخاص بها، قامت مجموعة أكور بميزة تطوير Etap Hôtel على العلامة التجارية الأخرى ذات الميزانية المحدودة Formule 1.

### 2011: إيبيس بدجت
في سبتمبر 2011 ، أعادت أكور تسمية Etap Hôtel إلى إيبيس بدجت وAll Seasons إلى إيبس ستايلز، مما حول إيبس إلى مجموعة اقتصادية ضخمة للمجموعة. تم طرح سرير "Sweet Bed" في جميع أنحاء ماركات إيبس، وهو أول سرير مصمم بالكامل من قبل مجموعة فنادق. تم تحديث المراتب والوسائد والوصول الرقمي. تم تحويل اللوبي إلى مساحة معيشة. بعد عملية إعادة الهيكلة هذه، أصبحت ibis megabyte مشغل الفنادق الرائد في أوروبا في عام 2013 مع 1،277 فندق. افتتحت أول فرع لإيبيس بدجت في طنجة، المغرب، في نوفمبر 2011.
في عام 2013 ، أصبحت إيبيس بدجت أول سلسلة فنادق اقتصادية فائقة في إسبانيا تضم 15 فندقًا في البلاد. في العام التالي، اختبرت شركة إيبيس بدجت تركيب مجمعات حرارية شمسية قادرة على إنتاج الطاقة في الأيام الممطرة وأثناء الليل.
في أبريل 2017 ، قدمت Ibis Budget غرف Nest الجديدة التي تتضمن سريرًا قابلًا للطي. في يناير 2019 ، أطلقت ibis Budget عرضًا خصمًا للأيام الممطرة. في أكتوبر 2019 ، تم إطلاق Ibis Budget في سنغافورة .

## الوصف
إيبيس بدجت هي علامة تجارية للفنادق الاقتصادية المتخصصة في وسائل الراحة الأساسية بأسعار اقتصادية وتملكها أكور . تدير شركة إيبيس بدجت 614 فندقًا في 20 دولة (2018).
إيبيس بدجت هي جزء من عائلة إيبس، والتي تضم أيضًا الماركات إيبس (الحمراء) وإيبيس ستايلز.

## تطوير
| عام  | الفنادق | غرف    |
| ---- | ------- | ------ |
| 2018 | 614     | 61226  |
| 2017 | 588     | 58 096 |
| 2016 | 570     | 55516  |
| 2015 | 551     | 52699  |
| 2014 | 537     | 51022  |
| 2013 | 506     | 46547  |
| 2012 | 492     | 44954  |
| 2011 | 437     | 37297  |

## الجوائز
- 2008: جائزة أفضل تصميم داخلي لغرف كوكون من قبل جوائز تصميم الفنادق الأوروبية [17]

## روابط خارجية
- الموقع الرسمي